# Tišnovská Nová Ves
Tišnovská Nová Ves là một làng thuộc huyện Brno-venkov, vùng Jihomoravský, Cộng hòa Séc.